# 大阪ガス
- 大阪ガス
- 大阪瓦斯

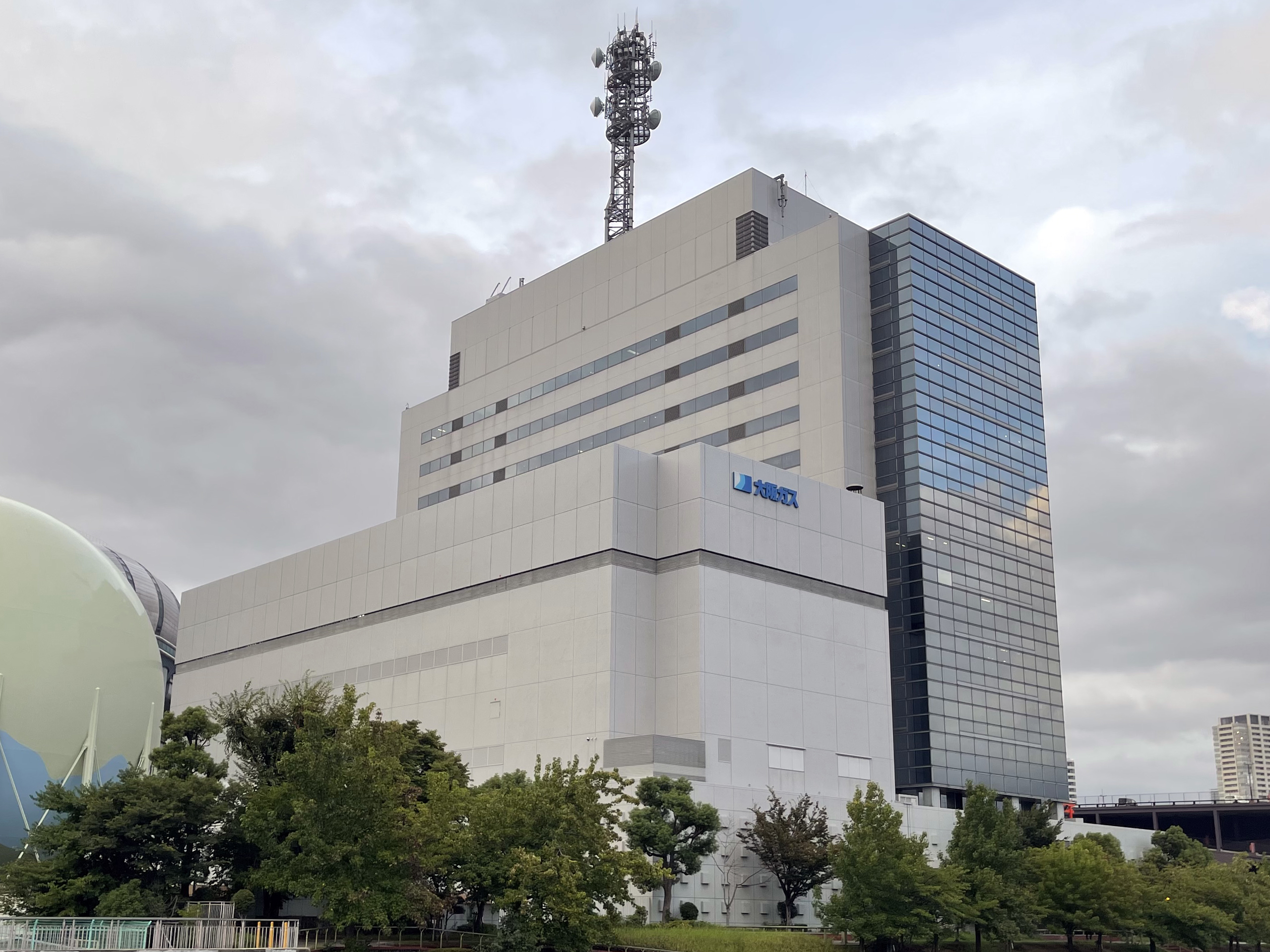
創業地区に建つドームシティーガスビル

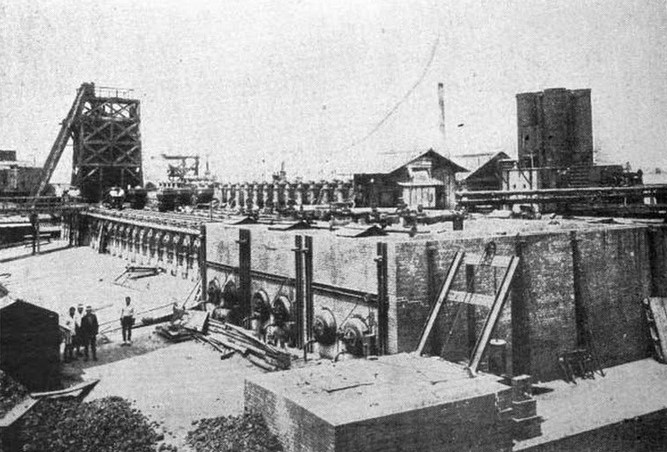
大阪舎密工業

大阪ガス株式会社（おおさかガス、英: OSAKA GAS CO.,LTD.、登記上の商号: 大阪瓦斯株式会社）は、主に近畿地方（関西エリア）を販売エリアとするガス会社。略称は大ガス（ダイガス）。東京ガス、東邦ガス、西部ガスと並ぶ大手4大都市ガス事業者の一つである。日経平均株価およびJPX日経インデックス400の構成銘柄の一つ。
大阪ガスネットワークなど子会社・関連会社155社からなるDaigasグループ（ダイガスグループ）の中枢である。
都市ガスの販売量では全国2位（約73億m3、シェア20%、2019年3月時点）。ガス導管総延長は約63,100km（2021年3月時点）に及ぶ。本社は大阪府大阪市中央区に所在する。
旧野村財閥の中核であるため大和銀行（現・りそな銀行）と親密である。

## 概説
主な事業内容は
1. ガスの製造、供給および販売
2. LNGの供給および販売
3. 電力の発電、供給および販売
4. ガス機器の販売
5. ガス工事の受注

となっている。
大阪ガスは企業競争力のベースを技術に求めており、研究開発は最も重要な企業差別化戦略の一つと考え、様々な新技術の研究開発、実用化に積極的に取り組んでいる。その中には「低輻射方式」（機器表面の熱を下げることで輻射熱を低減する方式。"涼しいガス厨房シリーズ" 涼厨機器を二重構造にし、機器内側の空気の流れにより機器表面の熱を奪うことで輻射熱を低減）などがある。ガス製造所は泉北製造所第1工場・第2工場（大阪府堺市・高石市、LNGタンク22基）、姫路製造所（姫路市、LNGタンク8基）である。
ガス供給のほか、電力の卸・小売事業も行っている。また、同業者の岡山ガス、四国ガス、大津市企業局、静岡ガス、日本瓦斯などへ天然ガスの卸売りを行うほか、関西電力、沖縄電力へも発電向けの都市ガス供給を行っている。発電事業はグループ会社を含め、合計、国内約181万kW、海外約120万kWの発電施設を持ち、卸・小売を行っている。2009年（平成21年）からは、泉北地区に卸売電力事業者の発電所としては国内最大級の110万kWの泉北天然ガス発電所を設置し、関西電力、中部電力などに卸売している。他、同社は、2016年春からの電力小売自由化を視野に、丸紅などと共同で茨城県内で石炭火力発電所の新設を計画していたが、原子力発電所の再稼働などで採算が厳しくなるなどの理由で、2015年までに計画を断念した。
りそなHDと親密関係にある。第二次世界大戦前は野村財閥の中核企業の一つだった。現在も本社ビル（大阪瓦斯ビルヂング、通称ガスビル。安井武雄の設計になる戦前期モダニズム建築の傑作として知られ、国登録有形文化財である。）の1階には、主力銀行でもあるりそな銀行の御堂筋支店がある。また同社は、旧大和銀行系列の企業集団に当たる大輪会にも加盟しているが、三和グループの社長会・三水会とその後身社長会である水曜会にも加盟している。ただしみどり会には未加盟である。大阪財界を支える有力企業であり、大阪商工会議所の会頭を度々輩出している。
東南アジア（タイ王国、シンガポール、インドネシア）など日本国外にも進出しており、2030年度には利益の3割を海外事業で稼ぐことを目標としている。アメリカ合衆国では火力発電所の運営（ミシガン州およびコネティカット州、ペンシルベニア州）、LNG基地やシェールガス開発（テキサス州）に出資または参画している。
2022年3月より、NTT西日本・JCOM・ソニーネットワークコミュニケーションズとの提携で「さすガねっと」を開始してISP事業に参入した。これにより、ガス・電気のみならず通信事業でも関西電力グループと競合することになった。

## 歴史
- 1897年（明治30年）4月 - 大阪市西区九条大字岩崎（現・千代崎三丁目）において設立（創業地には記念碑が建立されており、また大阪ドーム（京セラドーム大阪）そばにドームシティーガスビルが建設されている）。
- 1898年（明治31年） - 大阪舎密工業株式会社操業開始[18]（舎密は化学の意味）。
- 1905年（明治38年）10月 - 大阪市内でガス供給開始。
- 1911年（明治44年） - 和歌山瓦斯操業。和歌山市内にガス供給開始。
- 1925年（大正14年） - 大阪舎密工業を合併[18]。
- 1945年（昭和20年）10月 - 神戸、京都、和歌山など14ガス会社を合併。
- 1958年（昭和33年） - アルファベットの「o」と「g」（Osaka Gas）を組み合わせた、現在のロゴマークが制定（全国公募による作品。1985年（昭和60年）には、同社の正式な社章となった）。
- 1970年（昭和45年）2月 - 千里中央地区センター地域冷暖房営業開始（日本で最初の地域冷暖房事業）。
- 1971年（昭和46年）10月 - 泉北製造所第一工場が稼動開始。
- 1972年（昭和47年）12月 - 泉北製造所第一工場にブルネイLNG導入開始。
- 1977年（昭和52年）8月 - 泉北製造所第二工場が稼動開始。
- 1984年（昭和59年）3月 - 姫路製造所が稼動開始。
- 1990年（平成2年） - 天然ガスへの転換完了。以降、同社が供給する都市ガスには一酸化炭素は含まれず、ガス自体に毒性はない。
- 1995年（平成7年）1月17日 - 阪神・淡路大震災発生。二次災害防止のため、特に神戸市を中心とした約85万世帯のガス供給を一時停止。そのうち約15万世帯が倒壊などで供給できなくなる。
- 2004年（平成16年）9月 - 中部電力と共同で三重県四日市市の火力発電所と滋賀県と結ぶ滋賀－三重パイプラインを敷設すると発表、2010年（平成22年）完成を目指す。
- 2005年（平成17年） - 創業100周年。企業ステートメント「Design Your Energy：夢ある明日を」を制定。
- 2006年（平成18年）
  - 9月 - パロマ湯沸器死亡事故を重く受け止め、安全装置未設置の風呂釜湯沸器の買い替えを促すため、3年間で100億円を投じ、安全装置付きの風呂釜湯沸器を通常より半値以下で販売すると発表。
  - 12月 - 同社の関連会社のリキッドガス（現・大阪ガスリキッド）の家庭用液化石油ガス事業の再編を発表。販売部門は大阪ガスLPG株式会社、充填及び配送部門は大阪ガスLPGサービス株式会社、工事部門は株式会社リキッドガス京都に再編し、2007年（平成19年）4月から営業開始。
- 2007年（平成19年）
  - 7月 - 当社が天然ガス利用の省エネルギー発電システムの導入を巡り、当社子会社を含めた2社から設計・施工を受注した際、取引先に虚偽の見積書を提出させ、適正な価格競争が行われているように装い、国からの補助金約5,100万円を不正受注していたことが発覚[19][20][21]。資源エネルギー庁は実態調査に乗り出す方針[22][23]。
  - 10月 - 住友商事のLPG事業の「住商液化ガス西日本」の株式を大阪ガスLPGが取得したと発表。
  - 11月 - 和歌山県新宮市の都市ガス会社「新宮ガス」を完全子会社化。
- 2008年（平成20年）
  - 2月 - 伊藤忠商事、伊藤忠エネクス、ジャパンエナジー、日商LPガス5社はLPG事業の再編統合を本格的に検討すると発表。
  - 4月 - バイオガスの受入申込開始。ただし品質等確保することを条件に付けられた。
  - 7月 - 泉北製造所に建設する火力発電所の運営会社「泉北天然ガス発電株式会社」を11月4日に設立すると発表。
- 2014年（平成26年）
  - 1月 - 高圧ガス導管「三重・滋賀ライン」開通[24]。中部電力の四日市火力発電所と滋賀県犬上郡多賀町が天然ガスパイプラインで結ばれる。
  - 3月 - 高圧ガス導管「姫路・岡山ライン」開通[25]。大阪ガスの導管が岡山市まで延伸する。
- 2016年（平成28年）
  - 4月 - 一般家庭向け電力小売全面自由化に伴い、家庭用および小口業務用電力供給事業に参入。
- 2017年（平成29年）
  - 4月 - ガス小売全面自由化開始。
  - 7月 - 大手初となる地方公共団体との共同出資による地域小売電気事業者「いこま市民パワー株式会社」を設立。奈良県生駒市長の小紫雅史が社長に就任[26]。
  - 8月 - 当社ガス機器の販売ノルマが未達成の販売店に対し、不当にペナルティを課していたとして、公正取引委員会が私的独占の禁止及び公正取引の確保に関する法律（独占禁止法）違反容疑で当社に対し立入検査を実施[27]。
- 2018年（平成30年）
  - 3月 - 新グループブランド「Daigasグループ」導入
- 2019年（4月までは平成31年。5月より令和元年）
  - 3月 - 木質バイオマス火力発電向けの燃料チップ供給会社設立を発表[28]。
  - 9月 - エネルギー分野における中心的役割を担う基盤会社3社を設立し、2020年4月から事業を開始することを発表[29]。
- 2020年
  - 5月 - 首都圏を中心にリノベーション事業を行っているグローバルベイス株式会社（社長：茂木敬一郎、以下「グローバルベイス社」）の株式を2020年5月1日に取得。
- 2021年（令和3年）
  - 4月 - 大手都市ガスの導管部門法的分離規制により、100%子会社である大阪ガスネットワーク株式会社を設立し、2022年4月より大阪ガス株式会社における一般ガス導管事業を同社が承継することを発表[30]。
- 2022年（令和4年）
  - 4月 - 大阪ガスネットワークの営業開始
  - 4月 - ガスビル西側の社有地での複合ビル開発、並びに本社ビルである大阪瓦斯ビルヂング（ガスビル）のリノベーションの検討を開始すると発表。登録有形文化財であるガスビルの保存については、保存検討委員会を設けて検討を進めるとしている[31]。
- 2023年（令和5年）
  - 9月 - 大阪ガス都市開発プライベートリート投資法人運用開始。

## 主な商品
- ガスファンヒーター
- ガラストップコンロ Class S
- ガスヒーポン[注 5]
- ヌック はやわざ
- カワック
- エコウィル (マイホーム発電)
- エネファーム（家庭用燃料電池コジェネレーションシステム）

※ その他多数、ガス機器参照

## 特典付きサービス
大阪ガスが関西電力送配電のサービスを提供する地域（近畿2府4県）を対象とした特典付きサービスによる電気とガスのセットプランがある。これらは対象外地域への引っ越しや、他の電力（提供）会社への乗り換えなどで解約をしない、または大阪ガスにおけるサービス提供の終了がない限り、更新時に1年間の年会費無料優待クーポンがもれなく送付される。
- ウィズradikoプラン（radikoプレミアム会員=エリアフリーの1年分の会費無料優待付き）
- ウィズよしもとプラン（FANYチャンネルの1年分の会費無料優待付き。ただし2023年1月26日をもって新規申込受付を終了[32]）
- ウィズABEMAプラン（ABEMAプレミアムの1年分の会費無料優待付き）

以下は大阪ガスが各地の電力会社の送配電部門と提携して全国展開している（いた）サービス（東京電力パワーグリッドの対象域である関東地方を中心とした地域は大阪ガス・中部電力ミライズの合弁企業である「CDエナジーダイレクト」を通して提供）
- JO1でんき（JO1グッズプレゼントや、JO1との交流会参加権利付き）
- ゲームでんき（PlayStation Plus、PlayStation Now=ゲームのダウンロードやネット対戦サービスの1年分の会費無料優待付き。ただし2022年1月26日をもって新規会員受付を終了）
- ミライトでんき（ミライトオリジナルグッズプレゼント付き。[注 6]ただし2021年8月17日をもって新規会員受付を終了）

## 大阪ガスサービスショップ
大阪ガスサービスショップ（以下OGSS）は、大阪ガスのサービスエリア内のガス器具類販売店で大阪ガスサービスショップ協会に加入している者である。当社はOGSSにガス栓工事、内管工事、工事設計施工、転宅時のガス栓の開閉申込受付の業務を委託している。またOGSSは、前記委託事業に加えて、大阪ガスのガス機器の販売・設置（および関連商品の販売・設置）等を個別の事業として行っている。

## 歴代キャッチコピー
- gas is best やっぱりガス! （1962年(昭和37年) - 1984年(昭和59年) ）
- day by day きっといい明日 （1985年(昭和60年) - 2005年(平成17年) ）
- みなさまの大阪ガス （2005年(平成17年)まで提供クレジットで使用）
- Design Your Energy 夢ある明日を 大阪ガス （2005年(平成17年) - 2015年(平成27年)）
- 暮らしに、あかりを、ぬくもりを。大阪ガス（2016年(平成28年) - 2020年(令和2年)）
- ぐっとそばで、ぐぐっとミライ。（2020年(令和2年) - 現在）

## グループ企業
現在のグループ企業は、公式サイトのDaigasグループ会社一覧を参照。
※特記無きものは全て株式会社である。

### 基盤会社
- 大阪ガスマーケティング
- Daigasエナジー（旧・OGCTS）
- Daigasガスアンドパワーソリューション
  - 旧・大阪ガスエンジニアリング
  - 旧・ガスアンドパワー（発電・地域熱供給事業）

### ネットワーク会社
- 大阪ガスネットワーク（ガス事業法等により、大阪ガスの導管部門が分社化されたもの）

### 中核会社
- 大阪ガス都市開発
  - 大阪ガスファシリティーズ
  - 京都リサーチパーク
- オージス総研
  - 宇部情報システム（UBEとの合弁）
  - さくら情報システム（三井住友銀行との合弁）
- 大阪ガスケミカル
  - 水澤化学工業
  - ミナベ化工

### その他
- CDエナジーダイレクト（中部電力との合弁）
- KRI
- アイさぽーと
- アクアブレイン
- アクティブライフ
- 芦屋浜エネルギーサービス
- アドール
- いこま市民パワー（生駒市との共同出資で設立した地域電力小売会社）
- エスアイエス・テクノサービス
- エネスキャリー
- エネット（NTTファシリティーズ、東京ガスとの共同出資で設立した電力小売会社）
- エネテック大阪
- エネテック京都
- オージーかんでん共同企画
- 扇島都市ガス供給（東京電力フュエル&パワー、ENEOSとの合弁）
- オージーキャピタル
- オージーロード
- 大阪ガスインターナショナルトランスポート
- 大阪ガスオートサービス
- 大阪ガス・カスタマーリレーションズ
- 大阪ガスクッキングスクール
- 大阪ガスサミットリソーシズ
- 大阪ガス住宅設備
- 大阪ガスセキュリティサービス
- 大阪ガスビジネスクリエイト
- 大阪ガスファインナンス（旧・オージック）
- 大阪ガスリキッド
- 大阪ガスリノテック
- 大阪臨海熱供給
- ガスネット
- 関西ビジネスインフォメーション
- 近畿炭酸
- きんぱい
- クリエテ関西 (毎日放送との合弁。あまから手帖発刊元)
- クリオ・エアー
- 呼吸器・アレルギーセンターESCO
- コールド・エアー・プロダクツ
- さかいウェルネス
- ジー・アンド・エムエネルギーサービス
- 四国セントラルエナジー
- システムアンサー
- 新宮ガス
- 泉北天然ガス発電
- ソバーニ
- 豊岡エネルギー
  - 元・大阪ガス豊岡支社（兵庫県豊岡市）。2004年（平成16年）に分社。豊岡市並びに城崎郡城崎町（現：豊岡市）の一部地域の都市ガス供給を行う。LPG事業もある。
- 中山共同発電
- 中山名古屋共同発電 (中山製鋼所との合弁)
- 名張近鉄ガス（社名の通り近鉄グループの出資あり）
- 西日本住宅評価センター
- ハートネット東関東
- 葉山風力発電所
- 肥前風力発電
- 姫路天然ガス発電
- 平生風力開発
- 広川明神山風力発電所
- びわ湖ブルーエナジー（大津市企業局の都市ガス事業をコンセッション方式により民営化）
- フルファイン
- 山口宇部パワー
- ユナイテッド・エルエヌジー・トレーディング
- ユニバースガスアンドオイル
- 由良風力開発
- リビングメンテサービス大阪
- リビングメンテサービス北東
- 六甲アイランドエネルギーサービス
- エネアーク（伊藤忠商事及び伊藤忠エネクスとの合弁）
  - エネアーク関西
  - 愛媛日商プロパン
  - 日商LPガス
  - 日商プロパン石油
  - 東海日商ガス
- 公益財団法人大阪ガスグループ福祉財団
- 大阪ガスパワーアメリカ社 (発電事業：米国)
- テナスカゲートウェイパートナーズ (発電事業：米国)
- 上海東島炭素化工有限公司
- Jacobi Carbons - スウェーデンの活性炭メーカー

### かつてグループだった企業
オージー・ロイヤル
キンレイとロイヤル（現・ロイヤルホールディングス）の合弁だったが、2004年（平成16年）3月までにキンレイ保有の全株式をロイヤルに売却してグループ離脱。現・ロイヤル関西。
ハーマン
大阪ガスが買収したターダ（旧・多田金属工業）と陽栄製作所（ダンホット）の2社が1986年（昭和61年）4月に合併して誕生した旧ハーマン（現・ハーマンプロ）からガス器具関連部門が分離独立する形で設立。その後、元親会社の当社と提携関係にあったノーリツに買収されてグループ離脱。
ハーマンプロ
旧・ハーマン。ハーマン同様、ノーリツに買収されてグループ離脱。
キンレイ
冷凍食品の製造など。キャス・キャピタル傘下に入り、2006年（平成18年）以降はグループ離脱。
ホームプロ
リフォーム仲介。リクルート傘下に入り、2006年（平成18年）以降はグループ離脱。
オーユーデー
温浴施設経営。ツルカメO&E傘下に入り、2012年（平成24年）以降はグループ離脱。
エルネット
フリーペーパー『ぱど』の関西版発行など。2014年（平成26年）に会社分割を行い、『ぱど』の関西版発行などの事業を新設会社の株式会社エルネット（2代）に承継させ、2代はウイルコホールディングス傘下に入り、グループ離脱。エルネット（初代）は、大阪ガス行動観察研究所株式会社に商号変更し、マーケティングソリューション事業などを継続したが、2015年（平成27年）7月に株式会社オージス総研へ吸収合併。
プラネットワーク
ゲストハウスウエディング事業。千趣会傘下に入り、2015年（平成27年）4月以降はグループ離脱。
大阪ガスコミュニティライフ
マンション・ビル管理事業。伊藤忠アーバンコミュニティ傘下に入り、IUCコミュニティライフ株式会社に商号変更。2015年（平成27年）12月以降はグループ離脱。
キッコリー
ホームセンター事業。2002年コメリに売却してグループ離脱。
長野プロパンガス
長野県内でLPG・灯油の販売、ガス・石油機器類の販売など。本社:上田市。1954年7月設立。2002年4月より当社グループ傘下に入り、グループ離脱直前時点で日商LPガスが発行済株式総数の4割を保有していた。
2017年8月、当時の長野プロパンガス社長が同住所に設立したNPGホールディングスが大阪ガス保有株式のすべてを取得しグループ離脱。2018年7月に株式会社エキナスに商号変更。
オージースポーツ
フィットネスクラブ・COSPAの運営事業。2022年7月1日にセンコーグループホールディングス株式会社が大阪ガス保有株式のすべてを取得しグループ離脱。

## CM
現在のCM出演者
- 上戸彩（『さすガっス!』、『たのむよ人間』シリーズ）
- ロザン（『サービスショップ：くらしプラス』シリーズ 起用当初は菅広文のみ単独で出演、途中から宇治原史規も出演）
- WEST.（『さすガっス!』、『電気代エット』）
  - 重岡大毅
  - 中間淳太
  - 神山智洋

上記の3人はCM内では『さすガっス隊』と呼ばれている。
- 水野真紀
- 毎田暖乃
- 春日俊彰

過去の出演者
- 北野武（企業広告『暮らしにグッド・エネルギー』）
- 笑福亭仁鶴（同社が筆頭提供している自身が司会の『大阪ほんわかテレビ』内でのオリジナルCM）
- 桂南光（同上、またそれ以前にも1980年代に単独でガスファンヒーターのCMに出演。）
- 明石家さんま（1979年度の秋冬に「暖房はやっぱりガス!」と銘打ったガスファンヒーターのテレビCMへ出演） - 当時阪神タイガースの投手として活躍していた小林繁の投球フォーム（アンダースロー）を模写するとともに、自身の歌唱による楽曲「ミスター・アンダースロー」をCMソングに用いていた。
- 泉ピン子
- 笑福亭鶴瓶
- ダウンタウン
- 川島なお美
- 板東英二
- 松田聖子
- 田原俊彦
- 永井一郎（アニメCMでの声の出演。『天然ガスでは自殺できない』） - 名探偵ムッシュ・ムードックの声を担当。
- 役所広司（『ガスファンヒーターエアコン』）[37]
- 中康次（『ガスファンヒーターエアコン』）
- 五木ひろし
- 大竹しのぶ
- 岩崎宏美
- 手塚理美
- 椎名桔平
- 杉本清
- 森末慎二（人形アニメCMでの声の出演。『サム・ソーヤ』）
- 宮川大助・花子（同上。『上々ファミリー』）

2012年1月より、俳優の大沢たかおを起用した『ガ、スマート』シリーズが放映されていた。（東邦ガス・広島ガスでも社名を差し替えて放映されていた。）
- 大沢たかお（『ガ、スマート』シリーズ）
- 能見篤史（阪神タイガース投手、『ガ、スマート』シリーズ、2012年正月のみ出演） - 同社の硬式野球部OBでもある。
- 南青山少女歌劇団（ゆうゆう24・スコールシャワー）
- 森みゆき（るるるコール「夜明けのスキャット」のカバー、床暖房ヌック 1995年）
- 朝原宣治（啓発CM「ガスを正しく安全に」）
- 円広志（『大阪ガスの電気』編）
- チャド・マレーン（同上）
- なるみ
- 吉岡里帆（『さきどり夫婦』シリーズ）
- 松尾駿（チョコレートプラネット/同上）

提供テレビ番組
- キラスマ（朝日放送テレビ、火・水曜・19時54分 - 20時00分）
- 水野真紀の魔法のレストラン（MBSテレビ、水曜・19時00分 - 20時00分）
- 大阪ほんわかテレビ（読売テレビ、金曜・19時00分 - 19時56分）
- 名探偵コナン（読売テレビ、土曜・18時00分 - 18時30分、日本ガス協会として提供していた〈それ以外の日本テレビ系列では地方のガス会社のCMに差し替え〉)
- ミライヤー（テレビ大阪、土曜・11時00分 - 11時30分）

過去の提供テレビ番組
- ポケット劇場（大阪テレビ放送）
- 部長刑事シリーズ（大阪テレビ放送→朝日放送）
- 霊感ヤマカン第六感（朝日放送）
- ABOBAゲーム（朝日放送）
- クイズなんでも一番館（朝日放送）
- あっちこっちマッチ（朝日放送）
- きらっと（朝日放送）
- 美味彩菜（朝日放送）
- ココイロ（朝日放送テレビ）
- アベック料理コンテスト（毎日放送）
- ミセスコンテスト 奥さまNo.1（毎日放送）
- ママの番組デス!!（毎日放送）
- こんばんは仁鶴です（毎日放送）
- かんさい珍版・瓦版（毎日放送）
- シェフにおまかせ!（毎日放送）
- 鶴瓶のグルグルぐるめ（毎日放送）
- ザ・パーティー鶴瓶です（毎日放送。この番組を放送した関係で「野生の王国」が、同社制作ながら他系列局より1日遅れの土曜16時50分 - の放送となっていた）
- あまからアベニュー（毎日放送）
- おもしろサンデー（よみうりテレビ）
- 超近未来遭遇!! どーなるスコープ（よみうりテレビ）
- モモコのOH!ソレ!み〜よ!（関西テレビ）

以前は、上記番組などで一社提供番組にはオープニングキャッチが放送されていたが、現在オープニングキャッチを流している番組は『魔法のレストラン』と『大阪ほんわかテレビ』の2本だけとなった（なおOPキャッチは流れるが番組としては同社を筆頭とした複数スポンサーの提供によって放送されている）。